# 제 호베르투 (1993년)
조제 호베르투 아순상 지 아라우주 필류(포르투갈어: José Roberto Assunção de Araújo Filho, 1993년 9월 14일 ~ )는 짧게 제 호베르투(포르투갈어: Zé Roberto)라 불리는 브라질의 축구 선수로, 포지션은 공격수이다. 현재 캄페오나투 브라질레이루 세리이 A의 EC 바이아 소속이다. K리그1 2018 시즌 대구 FC에서 임대 선수로 활약한 적이 있으며, K리그 등록명은 조세였다.